# 1984年新竹市市長補選
1984年新竹市市長補選，為原任新竹市升格省轄市後首屆市長施性忠於1983年12月遭臺灣省政府停職後請辭，造成市長一職出缺所進行之選舉，於1984年6月23日投票、開票。共有4位候選人投入這次選舉。選舉結果，捲土重來的施性忠以近六成選票，重新當選市長。

## 選舉背景
1982年縣轄市新竹市長選舉，當時施性忠獲得新竹市黨外運動勢力支持，以53,862票擊敗國民黨的鄭耀宗，成為新竹市市長。同年7月1日新竹市升格為省轄市，施性忠順理成章成為首任省轄市長。
在新竹市長任內，施性忠完成拖延多年新竹火車站前廣場拓寬案，拆除省議員藍榮祥父親藍金土所有的違建。:124-125並大刀闊斧砍掉國民黨地方黨部民眾服務社的預算，從1984年後的預算不再編列任何國民黨部的津貼。:58而在黨外出身的桃園縣長許信良遭國民黨把持的公懲會以曠假一天為由處分休職後，新竹市政府也出現各級國民黨籍公務員利用上班時間至國民黨部開會商討對付施性忠。對此施性忠則以國民黨休職許信良的方式以牙還牙，下令市公所各單位不准部屬在上班時間參加國民黨召集的會議，更不得假藉公假名義開會，經查覺後一律撤職查辦。:60也引起國民黨動員黨機器反撲。
1983年春節期間，新竹市攤販互助會代表因清潔隊清掃辛苦，而於2月向攤販彙收1萬5千元慰問金送至市府。施性忠曾對送慰勞金的代表表示不能代收金錢，願以私人身分代買慰勞品送清潔隊員。而第二天施性忠即遭電話警告這筆錢動不得。:109對此認為當局有意設局的施性忠還用信封裝這筆錢，並加註「這是炸彈」字樣用以教育市府同仁。:109。然而施性忠仍於1983年8月遭新竹地檢處為瀆職、侵占等罪對其提起公訴。12月5日，台灣省政府更以「言行乖張，處理公務曲解法令，而且有故意違背省令的情事，嚴重損害政府形象」為由，核定記大過處分，成為台灣地方自治三十多年來，首位被記大過的市長。也被視為其「算總帳」:129也被外界視為遭記過原因是觸怒了時任省主席的李登輝。
1983年12月29日，新竹地方法院依侵占、圖利判處施性忠有期徒刑一年五個月，省府隨即不待施性忠上訴就將予停職。:132-133引起外界震撼。由於法院判決所提的「升格募捐」、「清潔隊慰問金」和「升格牌樓製作費」，三案的數額都很少，涉嫌圖利、侵占的可能性很小，應該以行政處理不當，以行政處分即可。卻判以重刑。此外，法院僅採用對施性忠不利的證言、證據，對於升格牌樓施性忠代墊二萬元未收回的無心圖利證明確未採用。給予外界「政治迫害」的印象。:133省政府更是不待施性忠上訴，僅在一審判決後就下令停職，更引發外界罔顧程序的質疑。:135
施性忠被停職後，即研究地方自治，希望能造成市長補選要件。由於任期尚於一年以上，必須辦理停職。施性忠停職後還不算離職出缺，因此施跑到省府向主席李登輝遞辭呈，結果被李登輝「善意」慰留。:135
1984年3月，施性忠與夫人莊姬美離婚，並且與莊姬美辦理戶籍登記，入贅到夫人名下，使施性忠的本籍由新竹市變成彰化縣。符合《臺灣省各縣市實施地方自治綱要》第五十一條規定「縣市議員、縣市長，鄉鎮縣轄市代表及村里長有左列情事之一者，其職務應予解除，應補選者，並依法補選。」中第六款「遷徙人口戶籍遷出各該行政區域六個月以上或『本籍人口除去本籍者』。但因服兵役戶籍遷出者，不在此限」的規定，使施性忠市長資格消失，造成市長從缺，省府必須依法補選。
省府民政廳一度表示施性忠只除去本籍，未符合補選之必要條件。然而在施性忠三度請辭下，終獲李主席批准。並訂補選登記於5月22日截止。:135隨後施性忠也與夫人辦理離婚，恢復新竹市本籍。
當時國民黨並未對施性忠參加補選採取行動，外界分析是在國民黨新竹市黨部主委袁志寰的極力主張下，袁志寰不認為施性忠有實力再度當選，且國民黨若採取選前判刑確定，在選前都會讓人認為「國民黨怕施性忠」，因此希望藉選舉勝利表示國民黨贏得民心。:138

## 登記
1984年5月18日，正式展開受理。至5月23日截止。有國民黨的新竹市議會議長鄭再傳、曾任縣議員的柯秀蓮、公務員陳國棟、姚棋輝和蘇忠，無黨籍則以施性忠、施性融和陳鈨雄被看好。當時施家為規劃三審再6月23日前宣判，曾規劃施性融作為萬一時備胎。只要三審無罪或是6月23日後宣判，施性忠即能參選。唯施性忠在國民黨政治與司法雙重運用下，在夾縫中獲得參選資格。:139-140
最終共施性忠、國民黨的柯秀蓮、陳國棟及無黨籍陳鈨雄4位參加市長補選。

## 選舉過程
補選中，各報紛紛接到國民黨部指示，淡化新竹選情，封鎖施性忠消息。《中國時報》跟《聯合報》二大報只有竹苗地方版有所刊載，其他各地各版一律封殺。《臺灣時報》和《臺灣日報》兩份民營報紙，被視為明顯的有新聞價值取向上的偏差，大篇幅報導柯秀蓮、陳國棟、陳鈨雄，提到施性忠就是「恐嚇」、「威脅」、「不正經」、「玩法」等負面用語，二大報也是全力抗結施性忠的正面新聞，只是較有技巧。《民眾日報》報導較為詳實，但在新竹當地卻很難買到《民眾日報》；《自由日報》則比較少新聞判斷，但新聞不多。
國民黨鑒於上屆市長教訓，找不到形象好、又具實力的上上之選，在組工會委員長梁孝煌數度南下強行勸退下，反而引起黨內不滿。只好開放競選。有柯秀蓮及陳國棟登記參選，國民黨原先傾向支持形象較佳的陳國棟，然而在聲勢被施性忠搶走後，黨部看陳國棟是扶不起的阿斗，本身掌握不到一萬票，如果黨部配給他三萬票，很可能最高票落選。最終於21日晚間通令各級黨部，改變支持對象為行情看俏的柯秀蓮。然而此舉卻造成陳國棟有被始亂終棄之感，反而抨擊柯秀蓮。
選前，傳出署名柯秀蓮婆婆伍李熙的傳單「這樣的人，能當新竹市長嗎？」，攻擊柯秀蓮私德問題、以及持有雙重國籍。6月21日，柯秀蓮具狀控告小叔伍必翔妻子蔣清明及另一女子張月理，指控他們勒索五百萬元。不料22日，蔣清明及張月理聯手反控柯秀蓮誣告，期間公開一份傳單，指出警總某羅姓主管及市黨部某主管出面邀請二人欲至飯店，欲以五百萬元擺平「婆媳風波」事件，欲藉二人之力要求伍李熙不在出面破壞柯秀蓮建立不易的形象，結果因伍氏婆叔不願而作罷。
此事經一公布，引發市井耳語。國民黨新竹市黨部於22日否認，表示從未與蔣、張二女接觸，但為時已晚。加上市黨部在21日開會決定重點支持柯秀蓮後，引起同為國民黨的陳國棟極度不滿，在傳單流到市面後，陳國棟即派出宣傳車至各眷村鐵票區廣播，聲稱國民黨又改變重點支持對象，改支持形象良好的陳國棟。 22日政見發表會上，陳國棟擺出哀兵姿態抨擊柯秀蓮的私生活，並稱21日黨內大頭邀柯秀蓮於麗池飯店共商支持時，聞風趕到的陳國棟遭到柯夫伍必瑞揚言殺他。
柯秀蓮則是在政見發表會上，用流暢的新竹閩南語，針對流傳的傳單及耳語展開辯白。陳述他沒有忤逆婆婆伍李熙，又說她的三個孩子和她丈夫一樣是B型，絕對不可能與他人有染，要求大家將心比心，想想自己的妻子兒女碰到類似情形將如何自處。
施性忠除利用伍氏婆媳風波打擊柯秀蓮外，重用外地的黨外明星為施性忠站台助講。施性忠向全省「黨外」廣發「英雄帖」，雖然部分黨外新生代對施並不欣賞，唯施性忠仍獲黨外支持。:40並獲得黨外桃園幫許國泰、張貴木的動員250名桃園監票部隊，前進148個投票所。除吸引群眾外，也對國民黨有嚇阻作用，加快開票過程。
投票前夕，《中國時報》跟《聯合報》二大報新竹市政記者以及臺時、臺日地方版都擺明支持國民黨的柯秀蓮。媒體提出施性忠的政見會雖然轟動，但以外地居多、施性忠一再搬出六法全書大玩法律會使知識份子和中產階級反感、黨部二萬五到三萬的眷村鐵票柯秀蓮十拿九穩，柯秀蓮只要靠自己再拿二萬票，就能安全上壘。

## 選舉結果
選舉結果，在開票後兩個小時，施性忠得票數就超過五萬票。最終柯秀蓮36,438票、施性忠獲得64,301票、陳國棟7,968票、陳鈨雄5,910票。施性忠得票數比上屆還多一萬票。
| 1984年新竹市市長選舉結果 | 1984年新竹市市長選舉結果 | 1984年新竹市市長選舉結果 | 1984年新竹市市長選舉結果 | 1984年新竹市市長選舉結果 | 1984年新竹市市長選舉結果 | 1984年新竹市市長選舉結果 |
| 號次                     | 候選人                   | 政黨                     | 得票數                   | 得票率                   | 當選標記                 |                          |
| ------------------------ | ------------------------ | ------------------------ | ------------------------ | ------------------------ | ------------------------ | ------------------------ |
| 1                        | 柯秀蓮                   | 中國國民黨               | 36,438                   | 31.79%                   |                          |                          |
| 2                        | 施性忠                   | 無黨籍                   | 64,301                   | 56.10%                   |                          |                          |
| 3                        | 陳國棟                   | 中國國民黨               | 7,968                    | 6.95%                    |                          |                          |
| 4                        | 陳鈨雄                   | 無黨籍                   | 5,910                    | 5.16%                    |                          |                          |
| 選舉人數                 | 選舉人數                 | 選舉人數                 | 172,962                  | 172,962                  | 172,962                  |                          |
| 投票數                   | 投票數                   | 投票數                   | 116,259                  | 116,259                  | 116,259                  |                          |
| 有效票                   | 有效票                   | 有效票                   | 114,617                  | 114,617                  | 114,617                  |                          |
| 無效票                   | 無效票                   | 無效票                   | 1,634                    | 1,634                    | 1,634                    |                          |
| 領取未投票               | 領取未投票               | 領取未投票               | 5                        | 5                        | 5                        |                          |
| 投票率                   | 投票率                   | 投票率                   | 67.21%                   | 67.21%                   | 67.21%                   |                          |
|                          |                          |                          |                          |                          |                          |                          |

在軍眷鐵票區中，柯秀蓮雖然領先，但差幅很小，柯秀蓮與施性忠的眷村票約三比二；市區票方面，施性忠與柯秀蓮成三比一。甚至在柯秀蓮的家鄉香山區（省轄市時期非新竹市，與新竹市合併升格），更是施性忠以10,561票壓倒柯秀蓮的4,843票。